# Mastrils
Mastrils (toponimo tedesco) è una frazione di 556 abitanti del comune svizzero di Landquart, nella regione Landquart (Canton Grigioni).

## Storia
Già comune autonomo istituito nel 1854 per scorporo da quello di Zizers, si estendeva per 7,98 km² e comprendeva anche le frazioni di Isla, Tardisbrücke e Trätsch; il 1º gennaio 2012 è stato accorpato all'altro comune soppresso di Igis per formare il nuovo comune di Landquart.

## Monumenti e luoghi d'interesse

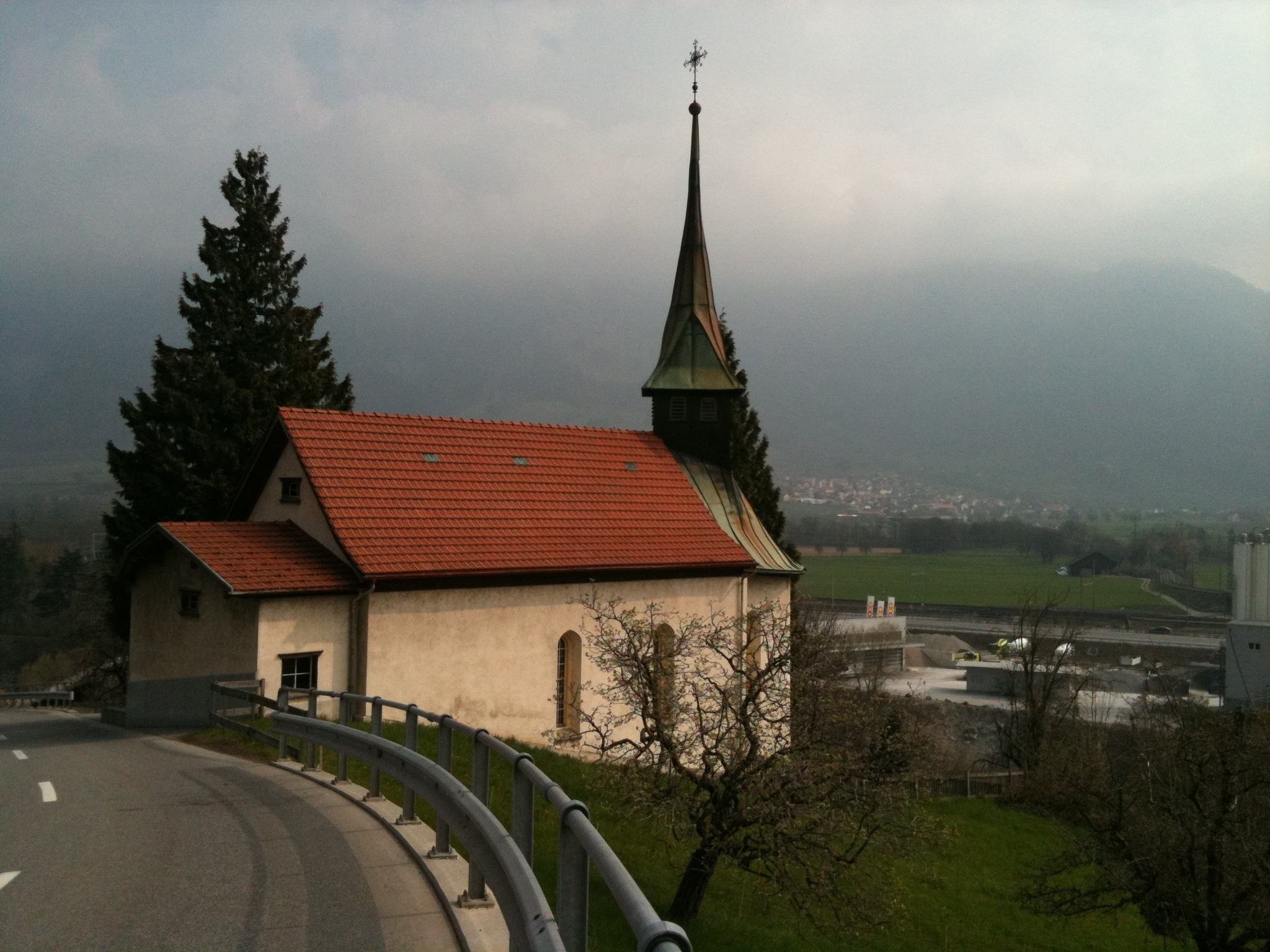
La chiesa riformata

- Chiesa riformata (già chiesa cattolica di Santa Maria della Vittoria), eretta nel 1613-1614[1];
- Chiesa cattolica di Sant'Antonio, eretta nel 1686-1687[1].

## Società

### Evoluzione demografica
L'evoluzione demografica è riportata nella seguente tabella:
Abitanti censiti

### Lingue e dialetti
Già borgo di lingua romancia, fu germanizzato a partire dal XIV secolo da immigrati walser e alemanni.